# Base nitrogenada
Base nitrogenada (português brasileiro) ou base azotada (português europeu) é um composto heterocíclico contendo um heteroátomo de nitrogênio.

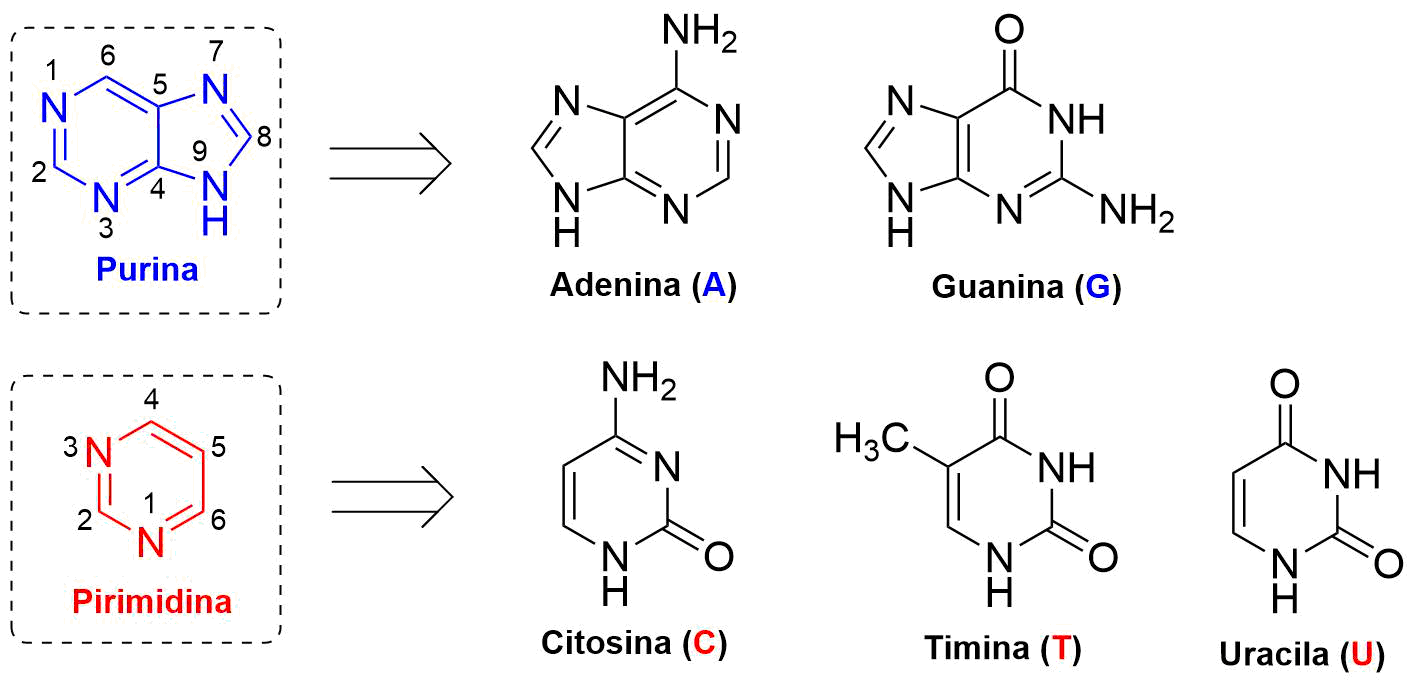
Purinas e pirimidinas e seus derivadas

As bases desse tipo são classificadas em cinco:
- Purinas (Adenina e Guanina), possuem duplo anel de átomos de carbono e derivam da purina.[1]
- Pirimidinas (Citosina, Timina e Uracilo), possuem anel simples.[1]

As bases nitrogenadas se ligam covalentemente com uma pentose (um açúcar) e com um grupo fosfato. No caso das pirimidinas é o N-1; e N-9 das purinas essa ligação com a pentose é feita por uma ligação N-b-glicosídica ao carbono 1 da pentose, e o fosfato é esterificado no carbono 5. 
Essas estruturas se organizam em pares, formando assim o DNA, caso a pentose seja a desoxirribose. As bases organizam-se aos pares (sempre Adenina-Timina, citosina-Guanina). No caso do RNA, o açúcar com que as bases se ligarão será a ribose e no lugar da Timina entrará o Uracilo (A=U e C≡G).

## Propriedades Químicas
As bases nitrogenadas são compostos fracamente básicas e por isso são chamados de base. O deslocamento dos elétrons entre os átomos no anel confere а maioria das ligações caráter parcial de ligação dupla, o que, por sua vez, confere as pirimidinas e as purinas aromaticidade. Essa característica confere às bases nitrogenadas algumas formas tautoméricas, dependendo do pH do meio.
Outras propriedades das bases são:

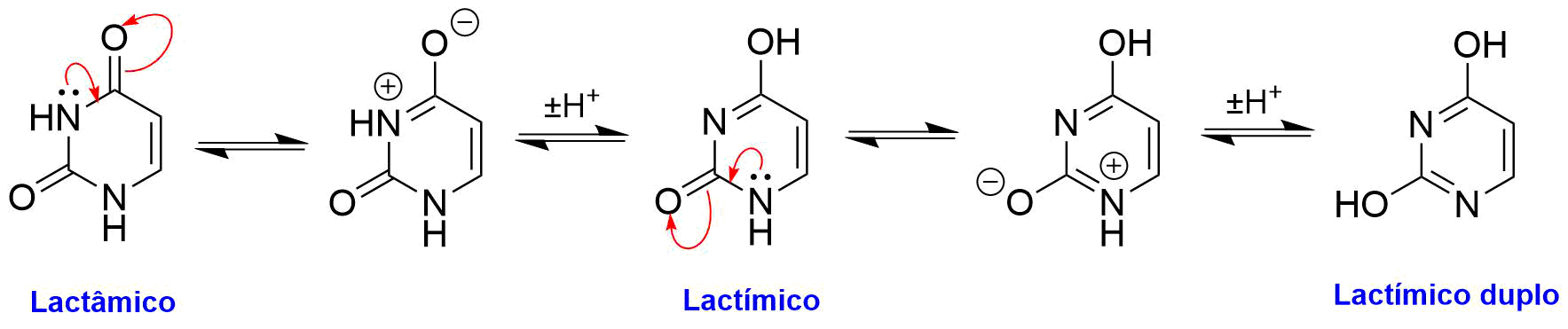
Formas tautomericas da uracila

- Apresentam comportamento hidrofóbico próximo ao pH neutro da célula;
- Em meio ácido e alcalino as bases ficam carregadas;
- A sua solubilidade aumenta em meio ácido ou alcalino;
- As interações que ocorrem entre as bases na estrutura de ADN é via pontes de hidrogênio.

## Emparelhamento das bases nitrogenadas

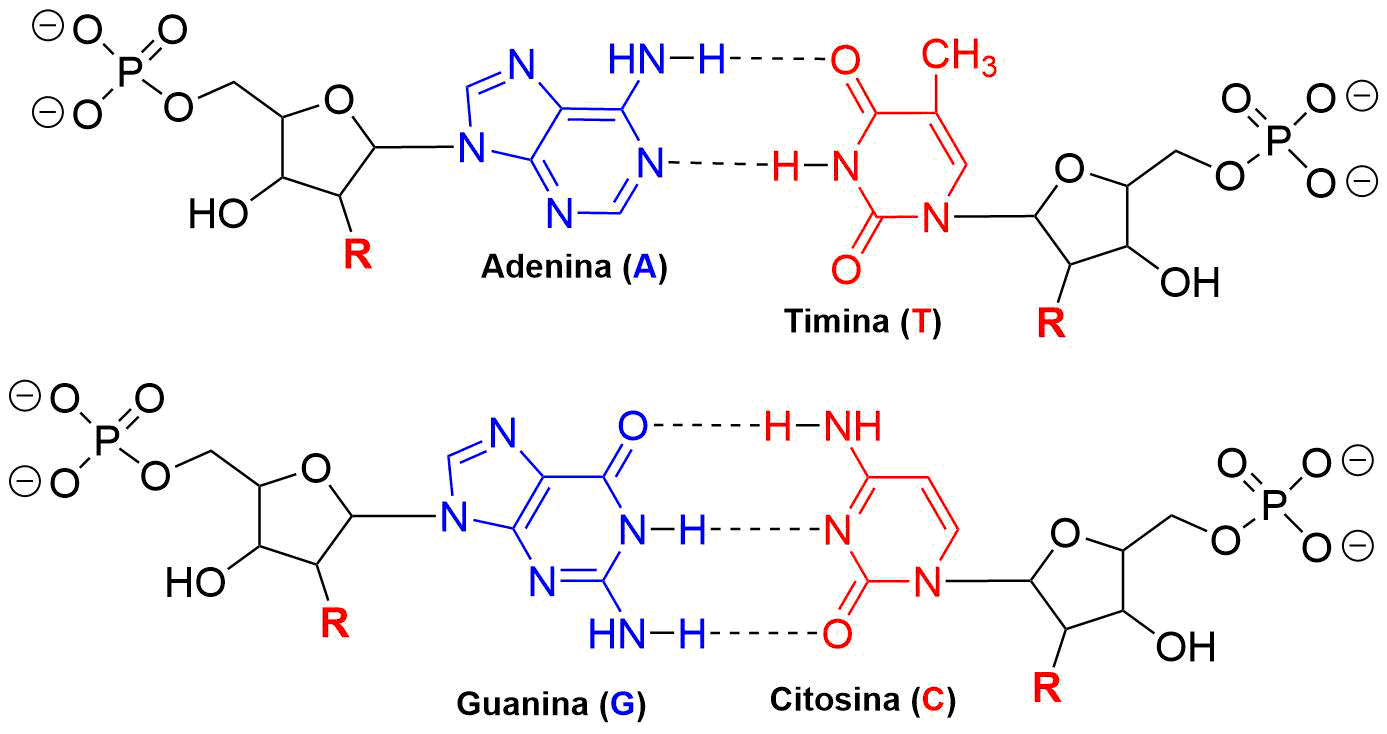
Interacao das bases nitrogenadas

Encontrando-se o ADN em dupla hélice, às bases, se estáveis, emparelham-se com as respectivas bases complementares: Adenina (A) com Timina (T), Citosina (C) com Guanina (G). No ADN só aparecem as bases ATCG, onde (A) pareia com (T) através de duas ligações de hidrogênio (A=T) e (G) pareia com (C) através de três ligações hidrogênio (C≡G): regra de Chargaff. A base Uracila (U) só aparece no RNA, substituindo a Timina e ligando-se com a Adenina.